# Payday: The Heist
Payday: The Heist (stylizováno jako PAYDAY: THE HEIST) je kooperativní FPS videohra, vyvinuta Overkill Software a vydána Sony Online Entertainment. Hra byla vydána v roce 2011 pro PlayStation 3 a Windows.

## Hratelnost
Hra běží na modifikovaném enginu Diesel. Hra obsahuje 7 různých misí (zahrnujících DLC No Mercy vydané 25. července 2012), přičemž každá mise obsahuje náhodné prvky, které se při každém opakování mohou měnit. 7. září 2012 bylo na PS3 a PC vydáno DLC Wolf Pack. Toto DLC přidalo dvě nové loupeže, více zbraní a nový hráčský strom s vylepšeními.

## Pokračování
Dne 1. února 2013 Overkill Software oznámilo pokračování této hry s názvem Payday 2, které vyšlo v srpnu 2013. Následující pokračování Payday 3 vyšlo v září 2023.
Dne 16. října 2014 byla hra na oslavu 3. výročí 24 hodin hratelná zdarma.